# 依法西泮
依法西泮（英语：Elfazepam）是一种药物，是苯二氮䓬类衍生物。据推测，它与其他苯二氮䓬类药物一样具有镇静和抗焦虑作用。
该药物在动物体内具有食欲特性。该药物增加进食量的机制尚不清楚，并且一直在进行研究中。已发现依法西泮能够抑制胃酸的分泌。

## 合成

依法西泮合成：U.S. Patent 4,010,154

二苯甲酮衍生物(1)与掩蔽为2,5-𫫇唑烷二酮(2)的甘氨酸等效物反应，得到最终产物(3)依法西泮。